# Norman Nato
Norman Nato (Cannes, 1992. július 8. –) francia autóversenyző.

## Pályafutása
1997-ben, 7 évesen kezdett gokartozni egészen 2009-ig. 2010-ben bemutatkozott a Formula–4 Eurocup 1.6-ban, ahol Stoffel Vandoorne mögött a második helyen végzett.

### Formula Renault
2011-ben az Eurocup Formula Renault 2.0 sorozatban indult az R-Ace GP csapattal, a nürburgringi és a barcelonai fordulókon dobogóra állhatott. A következő szezonra csapatot váltott, és a bajnokság negyedik helyén végzett spái győzelmével. Eközben a Formula Renault 2.0 Alps szériában is versenyzett, ahol az egész évben harcban volt a bajnoki címért, de végül Danyiil Kvjat mögött második lett.
2013 és 2014 között a Formula Renault 3.5-ben versenyzett a DAMS csapatnál. Kevin Magnussen csapattársaként többször is pontot szerzett, a bajnokságot a 13. helyen zárta. A következő évre maradt a csapatnál, de új csapattársa Carlos Sainz lett. Monacóban a pole-ból indulva és a leggyorsabb kört megfuta nyerte meg a versenyt, valamint a hungaroringi második versenyen is diadalmaskodni tudott.

### GP2
2015-re a GP2-be szerződött az Arden International csapattal. Négyszer fejezte be a verseny pontszerző helyen, sőt az olasz főversenyen megfutotta a verseny leggyorsabb körét. Ez a teljesítmény meggyőzte a Racing Engineering csapatot és a 2016-os szezonra Alexander Rossi helyére szerződtették. Rögtön az első versenyén megszerezte első győzelmét az új csapatával, Monacóban a főversenyen éppen csak második lett Markelov mögött az orosz taktikájának köszönhetően. Az év nagy részében pontokat szerzett, Monzában a sprintversenyen ismét nyerni tudott. Az összetettbeli ötödik helyezése azonban nem győzte meg a csapatot, így kénytelen volt visszatérni régi csapatához.

### Formula–2
A Formula–2 új érájának első versenyén is esélyes volt a győzelemre, de itt is Markelov akadályozta meg benne. Az előző évihez képest gyengébb autóval is képes volt a többszöri pontszerzésben. Bakuban meglepetésre megnyerte a sprintversenyt és Silverstone-ban is dobogóra tudott állni.

### Formula–E
2018-ra bejelentették, hogy Nato csatlakozik a Venturi csapatához teszt- és fejlesztőpilótaként. Többek között vezette a csapat egyik autóját az egyik szezon előtti teszten Valenciában, valamint Marrákesben a szabadedzésen és a 10. helyet érte el.
A 2019–20-as évadban ismét tartalékosi szerepkört kapott.
2020 októberében bejelentették, hogy teljes állású pilótaként szerepel a már világbajnoki státuszt kapó bajnokságban a 2020–21-es évadban Edoardo Mortara csapattársaként, Felipe Massát váltva. A rijádi dupla fordulós debütálásán nem ért be pontszerző helyeken. A római második versenyen 3. lett, de túlzott mértékű energiafogyasztás miatt kizárták a végeredményből. Két hétvégével később Valenciában ismét az első három között zárt, azonban egy 5 másodperces időbüntetés miatt az 5. helyre került vissza. A legutolsó ePrix-en, Berlinben domináns teljesítménnyel győzedelmeskedett. Ezzel a harmadik pilóta lett, aki futamot nyert újonc évében. Az összetettben ugyan csak a 18. lett 54 egységgel, viszont így is a Venturi történetének legjobb újonc versenyzője lett.
2021. szeptember 15-én kiderült, hogy a 2016–17-es kiírás bajnoka, Lucas di Grassi veszi át a helyét és távozott az istállótól. 2021–22-re a Jaguar Racing tesztpilótája lett, Tom Dillmannal együtt.

### Sportautózás
2018-ra aláírt a korábbi GP2-es csapatához, a Racing Engineeringhez az európai Le Mans-szériában. A 2019-es évre átigazolt a G-Drive Racinghez, ahol a második versenyhétvégét követően lecserélték és Jean-Éric Vergnet ültették be a helyére.
2018-ban még indult a Le Mans-i 24 órás versenyen az orosz SMP Racing csapatával az LMP2-ben. A versenyt 345 kör megtétele után, összetettben a 14., kategóriában pedig 10. helyen ért célba. Rajthoz állt ugyanebben az évben a Petit Le Mans-on is, ahol a 11. helyen végzett Tequila Patron ESM-mel.
2019-ben csatlakozott az első Le Mans-át teljesítő RLR MSport/ Tower Events csapatához ismét az LMP2-es géposztályban. A verseny vége előtt nem sokkal műszaki hiba miatt nem teljesítették az utolsó kört.
A Rebellion Racing 2018 augusztusában bejelentette, hogy Nato a csapat versenyzője lesz a 2019–20-as Hosszútávú-világbajnoki szezonban az LMP1-ben. Az idény harmadik állomásán történelmet írt csapattársaival együtt, ugyanis az első olyan privát csapat lettek, amely legyőzte a gyári Toyotát versenykörülmények között. A Lon Star Le Mans-t is dominálták a COTA pályán. A 2020-as Le Mans-i 24 óráson összetett második helyüket követően a Rebellion korábban távozott a szériából és nem utaztak el a bahreini zárófordulóra sem.
2021-ben a TDS technikai eszközeit használó svájci Realteam Racingnél kapott ülést Loïc Duval és a csapatalapító Esteban Garcia mellé az LMP2-ben. 2022-re a belga Team WRT-vel közösen indították el a projektet.

## Eredményei

### Teljes Formula Renault 3.5 eredménylistája
(Táblázat értelmezése)

(Félkövér: pole-pozícióból indult; dőlt: leggyorsabb kört futott) 

| Év   | Csapat | 1        | 2        | 3        | 4        | 5        | 6        | 7        | 8        | 9        | 10       | 11       | 12       | 13       | 14       | 15       | 16       | 17       | Helyezés | Pont |
| ---- | ------ | -------- | -------- | -------- | -------- | -------- | -------- | -------- | -------- | -------- | -------- | -------- | -------- | -------- | -------- | -------- | -------- | -------- | -------- | ---- |
| 2013 | DAMS   | MNZ 1 10 | MNZ 2 6  | ALC 1 5  | ALC 2 20 | MON 1 Ki | SPA 1 15 | SPA 2 15 | MSC 1 13 | MSC 2 10 | RBR 1 Ki | RBR 2 10 | HUN 1 15 | HUN 2 11 | LEC 1 18 | LEC 2 9  | CAT 1 Ki | CAT 2 5  | 13.      | 33   |
| 2014 | DAMS   | MNZ 1 15 | MNZ 2 11 | ALC 1 11 | ALC 2 10 | MON 1    | SPA 1 5  | SPA 2 5  | MSC 1 17 | MSC 2 16 | NÜR 1 12 | NÜR 2 6  | HUN 1 8  | HUN 2 1  | LEC 1 10 | LEC 2 Ki | JER 1 8  | JER 2 10 | 7.       | 89   |

### Teljes GP2-es eredménylistája
(Táblázat értelmezése)

(Félkövér: pole-pozícióból indult; dőlt: leggyorsabb kört futott) 

| Év   | Csapat              | 1          | 2          | 3         | 4         | 5          | 6          | 7          | 8          | 9          | 10          | 11         | 12        | 13         | 14         | 15         | 16         | 17         | 18        | 19         | 20         | 21         | 22        | Helyezés | Pont |
| ---- | ------------------- | ---------- | ---------- | --------- | --------- | ---------- | ---------- | ---------- | ---------- | ---------- | ----------- | ---------- | --------- | ---------- | ---------- | ---------- | ---------- | ---------- | --------- | ---------- | ---------- | ---------- | --------- | -------- | ---- |
| 2015 | Arden International | BHR FEA Ki | BHR SPR 16 | ESP FEA 8 | ESP SPR 7 | MON FEA 18 | MON SPR 21 | AUT FEA 20 | AUT SPR 13 | GBR FEA 18 | GBR SPR 23  | HUN FEA 11 | HUN SPR 6 | BEL FEA Ki | BEL SPR 20 | ITA FEA 6  | ITA SPR Ki | RUS FEA 12 | RUS SPR 9 | BHR FEA 24 | BHR FEA 10 | UAE FEA Ki | UAE FEA T | 18.      | 20   |
| 2016 | Racing Engineering  | ESP FEA 1  | ESP SPR 16 | MON FEA 2 | MON SPR 6 | EUR FEA Ki | EUR SPR Ki | AUT FEA 7  | AUT SPR 12 | GBR FEA 7  | GBR SPR 22† | HUN FEA 7  | HUN SPR 3 | GER FEA Ki | GER SPR 18 | BEL FEA Ki | BEL SPR 8  | ITA FEA 5  | ITA SPR 1 | MAL FEA 3  | MAL SPR Ki | UAE FEA 6  | UAE SPR 5 | 5.       | 136  |

### Teljes FIA Formula–2-es eredménysorozata
(Táblázat értelmezése)

(Félkövér: pole-pozícióból indult; dőlt: leggyorsabb kört futott) 

| Év   | Csapat          | 1         | 2          | 3          | 4          | 5          | 6          | 7         | 8         | 9          | 10        | 11        | 12        | 13        | 14        | 15        | 16        | 17         | 18         | 19         | 20         | 21         | 22         | Helyezés | Pont |
| ---- | --------------- | --------- | ---------- | ---------- | ---------- | ---------- | ---------- | --------- | --------- | ---------- | --------- | --------- | --------- | --------- | --------- | --------- | --------- | ---------- | ---------- | ---------- | ---------- | ---------- | ---------- | -------- | ---- |
| 2017 | Pertamina Arden | BHR FEA 2 | BHR SPR Ki | ESP FEA 16 | ESP SPR 13 | MON FEA Ki | MON SPR Ki | AZE FEA 5 | AZE SPR 1 | AUT FEA Ki | AUT SPR 7 | GBR FEA 2 | GBR SPR 6 | HUN FEA 7 | HUN SPR 5 | BEL FEA 8 | BEL SPR 4 | ITA FEA 13 | ITA SPR 10 | JER FEA 11 | JER SPR 10 | UAE FEA 13 | UAE FEA 18 | 9.       | 91   |

† A versenyt nem fejezte be, de helyezését értékelték, mert a versenytáv több, mint 90%-át teljesítette.

### Teljes Európai Le Mans-széria eredménylistája
(Táblázat értelmezése)

(Félkövér: pole-pozícióból indult; dőlt: leggyorsabb kört futott) 

| Év   | Csapat             | Osztály | Kasztni  | Motor                 | 1     | 2     | 3     | 4      | 5      | 6     | Helyezés | Pont |
| ---- | ------------------ | ------- | -------- | --------------------- | ----- | ----- | ----- | ------ | ------ | ----- | -------- | ---- |
| 2018 | Racing Engineering | LMP2    | Oreca 07 | Gibson GK428 4.2 L V8 | LEC 1 | MNZ 5 | RBR 2 | SIL Ki | SPA 7‡ | ALG 5 | 3.       | 66   |
| 2019 | G-Drive Racing     | LMP2    | Aurus 01 | Gibson GK428 4.2 L V8 | LEC 4 | MNZ 1 | CAT   | SIL    | SPA    | ALG   | 11.      | 38   |

### Le Mans-i 24 órás autóverseny
| Év   | Csapat                   | Csapattárs                    | Autó                   | Kategória | Kör | Kategória Helyezés | Kategória Helyezés |
| ---- | ------------------------ | ----------------------------- | ---------------------- | --------- | --- | ------------------ | ------------------ |
| 2018 | SMP Racing               | Viktor Shaytar Harrison Newey | Dallara P217 – Gibson  | LMP2      | 345 | 14.                | 10.                |
| 2019 | RLR M Sport/Tower Events | Arjun Maini John Farano       | Oreca 07 – Gibson      | LMP2      | 295 | HN                 | HN                 |
| 2020 | Rebellion Racing         | Gustavo Menezes Bruno Senna   | Rebellion R13 – Gibson | LMP1      | 382 | 2.                 | 2.                 |
| 2021 | Realteam Racing          | Loïc Duval Esteban Garcia     | Oreca 07 – Gibson      | LMP2      | 356 | 17.                | 12.                |

### Teljes FIA World Endurance Championship eredménysorozata
(Táblázat értelmezése)

(Félkövér: pole-pozícióból indult; dőlt: leggyorsabb kört futott) 

| Év      | Csapat           | Osztály | Kasztni       | Motor                 | 1     | 2     | 3     | 4     | 5     | 6     | 7     | 8   | Helyezés | Pont |
| ------- | ---------------- | ------- | ------------- | --------------------- | ----- | ----- | ----- | ----- | ----- | ----- | ----- | --- | -------- | ---- |
| 2018–19 | TDS Racing       | LMP2    | Oreca 07      | GK428 4.2 L V8        | SPA   | LMS   | SIL   | FUJ   | SHA   | SEB   | SPA 4 | LMS | 16.      | 12   |
| 2019–20 | Rebellion Racing | LMP1    | Rebellion R13 | Gibson GL458 4.5 L V8 | SIL 9 | FUJ 3 | SHA 1 | BHR 3 | COA 1 | SPA 3 | LMS 2 | BHR | 3.       | 145  |
| 2021    | Realteam Racing  | LMP2    | Oreca 07      | Gibson GK428 4.2 L V8 | SPA 6 | ALG 7 | MNZ 7 | LMS 7 | BHR 7 | BHR 7 |       |     | 10.      | 50   |
| 2022    | RealTeam by WRT  | LMP2    | Oreca 07      | Gibson GK428 4.2 L V8 | SEB . | SPA   | LMS   | MNZ   | FUJ   | BHR   |       |     | —        | 0    |

* A szezon jelenleg is zajlik.

### Teljes Formula–E-eredménylistája
(Táblázat értelmezése)

(Félkövér: pole-pozícióból indult; dőlt: leggyorsabb kört futott) 

| Év      | Csapat                | 1      | 2      | 3      | 4       | 5      | 6      | 7      | 8      | 9      | 10     | 11     | 12     | 13     | 14    | 15     | 16     | Helyezés | Pont |
| ------- | --------------------- | ------ | ------ | ------ | ------- | ------ | ------ | ------ | ------ | ------ | ------ | ------ | ------ | ------ | ----- | ------ | ------ | -------- | ---- |
| 2020–21 | ROKiT Venturi Racing  | DIR 14 | DIR 16 | ROM 11 | ROM Kiz | VAL Hn | VAL 5  | MON 13 | PUE 14 | PUE Ki | NYC 15 | NYC 7  | LON Hn | LON Ki | BER 4 | BER 1  |        | 18.      | 54   |
| 2021–22 | Jaguar                | DIR    | DIR    | MEX    | ROM     | ROM    | MON    | BER    | BER    | JAK    | MAR    | NYC    | NYC    | LON    | LON   | SEO 13 | SEO 14 | 22.      | 0    |
| 2022–23 | Nissan Formula E Team | MEX Ki | DRH 12 | DRH 14 | HAI 7   | FOK 8  | SAP Ki | BER 13 | BER 16 | MCO 18 | JAK 12 | JAK 5  | POR 9  | ROM 8  | ROM 2 | LON 8  | LON 4  | 10.      | 63   |
| 2023–24 | Andretti Global       | MEX 10 | DIR 6  | DIR 16 | SAP 17  | TOK 6  | MIS 7  | MIS 16 | MON 10 | BER 18 | BER 19 | SHA 14 | SHA 3  | POR 13 | POR 7 | LON 10 | LON 12 | 15.      | 47   |
| 2024–25 | Nissan Formula E Team | SAP 13 | MEX 13 | JED 18 | JED 15  | MIA 6  | MON 14 | MON 13 | TOK 15 | TOK 17 | SHA 6  | SHA 21 | JAK 14 | BER    | BER   | LON 9  | LON    | 20.*     | 21*  |